# Hrabstwo Harding (Nowy Meksyk)
Hrabstwo Harding (ang. Harding County) – hrabstwo w stanie Nowy Meksyk w Stanach Zjednoczonych. Według danych z 2023 roku populacja wynosiła 624 osób. Gęstość zaludnienia 0,113 os./km², czyni je najsłabiej zaludnionym hrabstwem w stanie i 7. najsłabiej zaludnionym w Stanach Zjednoczonych (poza Alaską).

## Wioski
- Mosquero
- Roy

## Sąsiednie hrabstwa
- Hrabstwo Union – północny wschód
- Hrabstwo Quay – południowy wschód
- Hrabstwo San Miguel – południe
- Hrabstwo Mora – zachód
- Hrabstwo Colfax – północny zachód